# Carolyn Drake
Carolyn Drake (geboren 1971 in Kalifornien) ist eine amerikanische Fotografin, die in Vallejo, Kalifornien, lebt. Sie arbeitet an langfristigen Projekten, die versuchen, althergebrachte historische Erzählungen zu hinterfragen und sich Alternativen dazu vorzustellen. Ihre Arbeit erforscht Gemeinschaften und die Interaktionen in ihnen sowie die Barrieren und Verbindungen zwischen Menschen, zwischen Orten und zwischen Wahrnehmungsweisen. Sie ist daran interessiert, die traditionelle Trennung zwischen Autor und Subjekt, dem Realen und dem Imaginären aufzuheben und festgefahrene Binaritäten zu hinterfragen.
Carolyn Drakes umfangreiche Arbeit in Zentralasien und Xinjiang in China wird in zwei im Selbstverlag erschienenen Büchern, Two Rivers und Wild Pigeon, vorgestellt. Von letzterem präsentierte das San Francisco Museum of Modern Art eine Einzelausstellung und erwarb 2018 die Sammlung von Originalwerken aus dem Projekt.
Carolyn Drake ist ein Mitglied der Bildagentur Magnum Photos. Sie wurde mit diversen Preisen ausgezeichnet, darunter ein Guggenheim-Stipendium, der Lange-Taylor-Preis, der Anamorphosis-Fotobuchpreis, ein Fulbright-Stipendium und dem World Press Photo-Preis. Ihre Arbeiten befinden sich auch in der Sammlung der US-amerikanischen Library of Congress.

## Leben und Schaffen
Drake studierte in den frühen 1990er Jahren Medien/Kultur und Geschichte an der Brown University in Providence (Rhode Island). Im Alter von 30 Jahren begann sie ihre fotografische Arbeit.
Im Jahr 2006 zog sie in die Ukraine und 2007 nach Istanbul, Türkei. Während sie in Istanbul lebte, machte sie zwei Langzeitprojekte, eines in den zentralasiatischen Ländern, die Teil der Sowjetunion waren, Two Rivers, und eines auf der chinesischen Seite von Zentralasien, Wild Pigeon.
Während dieser Projekte, finanziert durch ein Guggenheim-Stipendium, unternahm Carolyn Drake fünf Jahre lang fünfzehn Reisen und fotografierte in der einst pulsierenden Region Zentralasiens, die zwischen den Flüssen Amudarja und Syrdarja liegt. Die Region, die Turkmenistan, Usbekistan, Tadschikistan, Kasachstan und Kirgisistan umfasst, veränderte sich, als die Flüsse von der ehemaligen Sowjetunion zur Bewässerung von Baumwolle umgeleitet wurden. Daraus entstand das Buch Two Rivers (2013).
Für das Buch Wild Pigeon (2014) verbrachte sie sieben Jahre in Xinjiang im Westen Chinas und fotografierte das uigurische Volk. Es bestehen Spannungen zwischen den chinesischen Behörden und der einheimischen uigurischen Bevölkerung. Beispielhaft für die Rezeption des Buches sei hier Ian Denis Johnson erwähnt, der schrieb, dass „dieses Buch das tut, was ein großer Gesellschaftsroman tut: Es zwingt uns, eine umkämpfte Region nicht in Begriffen von politischer Analysen zu denken, sondern so, wie sie von den Menschen im täglichen Leben gesehen wird“. Im Jahr 2013 siedelten Drake und ihr Partner, der Fotograf Andres Gonzalez, von Istanbul in die Vereinigten Staaten über, um eine neue Arbeit zu beginnen. Nach einigen Zwischenstationen zogen sie schließlich 2016 nach Vallejo, Kalifornien.
Im Jahr 2015 wurde sie nominiertes Mitglied von Magnum Photos, 2017 assoziiertes Mitglied und 2019 Vollmitglied.

## Veröffentlichungen
- Two Rivers. Selbstverlag, 2013. ISBN 978-0-615-78764-0. Auflage von 700 Exemplaren. Beigefügt ist ein separates Buch mit einem kurzen Essay von Elif Batuman und Notizen von Drake.
- Wild Pigeon. Selbstverlag, 2014. ISBN 978-0-692-27539-9. Auflage von 950 Exemplaren. Enthält eine Geschichte, „Wild Pigeon“, von Nurmuhemmet Yasin und „ein kleines Büchlein, das auf die Innenseite des hinteren Umschlags geklebt ist“.[12]
- Internat. Selbstverlag, 2017. ISBN 978-0-692-94280-2. Auflage von 500 Exemplaren.
- Knit Club. Oakland, CA: TBW, 2020. ISBN 978-1-942953-40-1. Mit einem Essay von Rebecca Bengal.

## Auszeichnungen
- 2005: First Place, Community Awareness Award, 62nd Pictures of the Year International Competition, Pictures of the Year International, für „The Lubavitch“ eine Fotografie ohne Titel aus Two Rivers.[16]
- 2006 Fulbright Fellowship in der Ukraine
- 2008: Lange-Taylor Prize, Center for Documentary Studies at Duke University, Durham, NC. Verliehen an Carolyn Drake and Ilan Greenberg für Becoming Chinese: Uighurs in Cultural Transition.[2]
- 2009: Pulitzer Center Grant, Pulitzer Center on Crisis Reporting, Washington, D.C.[17]
- 2010: Guggenheim Fellowship von der John Simon Guggenheim Memorial Foundation.[1]
- Open Society Foundations grant.[18]
- 2014: Magnum Foundation Emergency Fund Grantee.[19]
- 2016: Sieger, Anamorphosis Prize, for Wild Pigeon, dotiert mit 10.000 US-$.[20]
- 2018 HCP Fellowship
- 2019 Light Work artist-in-residence

## Ausstellungen
- Wild Pigeon am SFMOMA
- Internat am Houston Center for Photography, Officine Fotografiche und SIFEST
- Carolyn Drake: Photographs of Central Asia, Pitt Rivers Museum, University of Oxford, Oxford, UK, 14. Mai – 15. November 2009.[21][22]
- Paradise Rivers, 17. Juli – 22. August 2010, Third Floor Gallery, Cardiff, Wales.[23]